# Voznessénovka (Bélgorod)
|  | Per a altres significats, vegeu «Voznessénovka». |

Voznessénovka - Вознесеновка (rus) - és un poble de l'óblast de Bélgorod, a Rússia. El 2010 tenia 1.466 habitants. Pertany al districte (raion) de Xebékino.